# Жозе Рамос Орта
Жозе Мануел Рамос Орта (порт. José Manuel Ramos-Horta; Дили, 26. децембар 1949) јесте тренутни председник Источног Тимора. Ту функцију обавља од маја 2022. године. Први пут је био изабран за председника у мају 2007, а мандат му се завршио маја 2012. године. Претходно је вршио функцију премијера од јуна 2006. године до избора за председника. Добитник је Нобелове награде за мир 1996.